# Phu Xai Lai Leng
Der Phu Xai Lai Leng ist mit 2711 Meter der höchste Berg des vietnamesischen Teils des Truong-Son-Gebirges, gelegen an der Grenze zwischen Laos und Vietnam. Auf vietnamesischer Seite gehört das Bergmassiv zum Distrikt Ky Son in der Provinz Nghệ An im nördlichen Zentralvietnam.

## Schreibweisen
Die Schreibweise des Namens variiert von Phu Xai Lai Leng über Phou Lai Leng und Phou Xai Lai Leng bis hin zu Pu Xai Lai Leng und Pulaileng.